# زکی چلیک
محمد زکی چلیک (ترکی استانبولی: Mehmet Zeki Çelik؛ زادهٔ ۱۷ فوریهٔ ۱۹۹۷) بازیکن فوتبال اهل ترکیه است که برای باشگاه رم بازی می‌کند.
وی همچنین ۴۲ بازی ملی و ۲ گل ملی با تیم ملی فوتبال ترکیه در کارنامه دارد.

## آمار ملی

### بازی‌های ملی
تا تاریخ ۲۱ نوامبر ۲۰۲۳
| ترکیه | ترکیه | ترکیه | ترکیه  |
| سال   | بازی  | گل    | پاس گل |
| ----- | ----- | ----- | ------ |
| ۲۰۱۸  | ۴     | ۰     | ۰      |
| ۲۰۱۹  | ۱۰    | ۲     | ۰      |
| ۲۰۲۰  | ۴     | ۰     | ۰      |
| ۲۰۲۱  | ۱۱    | ۰     | ۰      |
| ۲۰۲۲  | ۶     | ۰     | ۲      |
| ۲۰۲۳  | ۷     | ۰     | ۰      |
| مجموع | ۴۲    | ۲     | ۲      |

### گل‌های ملی
| شماره | تاریخ       | میزبان | بازی ملی | حریف     | نتیجه | رقابت   |
| ----- | ----------- | ------ | -------- | -------- | ----- | ------- |
| ۱     | ۲ ژوئن ۲۰۱۹ | آلانیا | ۷        | ازبکستان | ۲–۰   | دوستانه |
| ۲     | ۲ ژوئن ۲۰۱۹ | آلانیا | ۷        | ازبکستان | ۲–۰   | دوستانه |